# Sabium
Sabium est un roi de la première dynastie de Babylone, qui succède à son père Sumu-la-El vers 1844 av. J.-C. et meurt vers 1831.
Il hérite d'un territoire étendu par les conquêtes de Sumu-la-El, dominant notamment, en plus des villes jumelles de Sippar, les cités importantes de Kish, Kazallu, Marad et Dilbat. Il consolide le royaume babylonien établi par son père.
Ses noms d'années sont incomplets, mais des tablettes administratives de provenances diverses fournissent des informations importantes.
Sur le plan militaire, de la fin du règne de son père il hérite d'une situation tendue avec son rival méridional, Larsa, le plus puissant royaume de la Basse Mésopotamie à cette période. En 1843 Larsa s'allie avec Uruk et Eshnunna, ce qui est manifestement une manœuvre pour contrer et cerner l'expansion de Babylone. Le nom de la septième année de règne de Sabium (1839) commémore une victoire contre Larsa, et une tablette mise au jour à Nippur est datée de sa neuvième année de règne, ce qui indique qu'il a pris possession de cette ville prestigieuse aux dépens de son rival. Mais il ne commémore pas ce fait par un nom d'année, et semble avoir perdu rapidement le contrôle de la ville. Il aurait également envoyé un millier de soldats à Uruk dans le cadre de l'alliance entre les deux royaumes, établie sous le règne de son père.
Babylone comme Larsa font également face à la constitution d'un nouveau pouvoir dans le voisinage de la cité de Kazallu, où s'est implantée la tribu amorrite des Mutiabalites. Les deux royaumes proclament avoir chacun de leur côté pris cette cité et détruit ses murailles, Warad-Sîn de Larsa en 1834 puis Sabium en 1833. Ce dernier impose la domination babylonienne dans la région, même si les relations avec les Mutiabalites restent houleuses par la suite.
Un texte du VIe siècle av. J.-C. met divers malheurs au débit du règne de Sabium : sept années d'anarchie, épidémies, famines, menaces d'usurpation. Rien dans la documentation contemporaine de ce règne ne vient corroborer cela.
Son fils Apil-Sîn lui succède à sa mort.